# 藤野真紀子
藤野 真紀子（ふじの まきこ、旧姓：金坂、1949年〈昭和24年〉9月15日 - ）は、日本の政治家、料理研究家、エッセイストである。自由民主党に所属し、衆議院議員（1期）を務めた。

## 人物
東京都千代田区生まれ。白百合学園幼稚園、白百合学園小学校、白百合学園中学校・高等学校を経て、聖心女子大学文学部を卒業。大学ではフランス史を専攻していた。
アメリカとフランスでの経験に基づいて、菓子や料理の研究や指導を行う。特にフランスの食文化を日本に伝える活動をしているほか、食を通じて豊かな心を育てる「食育」にも力を入れており、子供たちには菓子作りの楽しさ、母親には子供とのお菓子作りの大切さを伝えるとしている。

### 経歴

#### 料理研究
大学卒業の翌年である1973年（昭和48年）、当時運輸省の官僚であり、後に参議院議員を務めた夫、藤野公孝と結婚した。
夫の転勤に伴いニューヨークに転居、同地でアメリカン・ベーキングを学んだことをきっかけに料理研究家としてデビューした。その後パリに居住、エコール・リッツ・エスコフィエでお菓子と料理のディプロマを取得するとともに、ル・コルドン・ブルー、ラ・バレンヌ、ル・ノートルなどで料理を学んだ。また、マダム・ヴォージェルにフランス家庭料理を学んだ。
帰国後、菓子と料理の教室「マキコフーズ・ステュディオ」を主宰。2000年（平成12年）には、厚生省（当時）の「女性のライフスタイルの変化などに対応した年金の在り方に関する検討会」の委員を務めた。

#### フランス親善
毎年1 - 2回、藤野真紀子がプロデュースしたツアーでフランスの製菓学校「エコール・ガストロ・ノミック・ドゥ・パリ・ベルエ・コンセイユ」にて約60名近い生徒と研修を行っている。
同年10月18日フランス食品振興会が主催するロワールワイン・ソムリエコンクールレセプションで「レーヌ・ド・ローズ（薔薇の女王）」に任命された。2001年（平成13年）にはフランス政府観光局・エールフランスが共催した「2001年度フランスの旅委員会」親善大使に就任し、その後は同名誉親善大使とされている。

#### 衆議院議員
政治の素人なので選挙には出ないと公言していたが、自民党執行部から請われて2005年（平成17年）の第44回衆議院議員総選挙に愛知4区から立候補した。選挙では食育で愛知4区を日本一治安の良い地域にすること、アトピー性皮膚炎の完治・撲滅、食のテーマパークを名古屋でつくることを訴え、障害者自立支援法の成立を公約とした。選挙の結果、小選挙区では民主党公認の牧義夫に敗れたが、片山さつき、佐藤ゆかりと共に自民党の女性枠候補として比例名簿第一位に記載されたことから比例東海ブロックで当選、衆議院議員に就任した。
2009年（平成21年）の第45回衆議院議員総選挙では、公明党の推薦を受け、前回と同じく愛知4区から出馬するも牧の約半分の得票にとどまり、比例代表での順位優遇もされなかったため、比例復活もならず落選した。藤野は自身の年齢と「次の選挙は地元の人の出馬が適している」との理由を挙げて政界引退を表明した。なお、2012年（平成24年）の第46回衆議院議員総選挙において彼女の後任として愛知4区から出馬した工藤彰三は愛知出身者である。

## 所属していた団体・議員連盟
- 日韓議員連盟
- 北京オリンピックを支援する議員の会
- 自民党動物愛護管理推進議員連盟
- 83会

## CM
- サントリー「エファージュ」

## 著書
- 『アメリカンカントリーケーキに恋をして』鎌倉書房, 1991.11 ニュー・サイエンス社, 1997.2
- 『パリに行って、習ったお菓子』鎌倉書房, 1991.2 ニュー・サイエンス社, 1996.12
- 『イギリスで夢のようなティータイム』鎌倉書房, 1992.11
- 『スフレ (お気に入りのレシピ) 』雄鶏社, 1995.12
- 『冷たいお菓子 (おいしいホームメイド)』雄鶏社, 1996.5
- 『きょうの3時はイタリアのお菓子 南イタリアお菓子の旅』 (まあるい食卓シリーズ) 学習研究社, 1997.10
- 『私のパリノート おいしい料理とすてきな暮らし』大和書房, 1997.12
- 『ごはんにしましょ。』文化出版局, 1997.4
- 『藤野真紀子のとっておきのお菓子 :My favorite 50 (NHKきょうの料理シリーズ) 日本放送出版協会, 1998.10
- 『いただきますが待ちどおしい ふだんのおかずもごちそうもこの一冊で大丈夫』(講談社のお料理book 1998.11
- 『エレガントに暮らす ニューヨーク・東京・パリ』(女のココロとカラダシリーズ) ネスコ, 1998.2　のち文春文庫
- 『ずっとうちの味 母たちから娘たちに伝えるレシピ』文化出版局, 1998.6
- 『フランスの素朴なお菓子』オレンジページ, 1999.10
- 『藤野真紀子わたしのカントリーケーキ』学習研究社, 1999.12
- 『藤野真紀子わたしのお菓子specialite』学習研究社, 1999.3
- 『藤野真紀子お菓子&器 好きな人に食べさせたいとっておきのレシピ (別冊週刊女性) 主婦と生活社, 1999.4
- 『エレガンスな毎日 :For your elegancy』ベストセラーズ, 1999.7
- 『藤野真紀子から花嫁に贈る言葉』ネスコ, 1999.8
- 『お菓子まるごと大全集 パート2 (NHK趣味悠々)』日本放送出版協会, 2000.10
- 『藤野真紀子のお菓子教室 まず、基本をしっかり!』学習研究社, 2000.2
- 『夢をかたちにするルール』講談社, 2000.3　のち講談社+α文庫
- 『ようこそ、私のくらしへ。 食・花・インテリア…』 (別冊Grazia. 講談社, 2000.4
- 『私だけのウエディングケーキ』 (生活実用シリーズ 日本放送出版協会, 2000.5
- 『ひとつぶのエレガンス 日々の暮らしを愛するために』ベストセラーズ, 2000.7
- 『シンプルモダンスタイルブック』編著. 文春ネスコ, 2000.9
- 『週末の、しあわせごはん』学習研究社, 2001.2
- 『まず、ひと皿でごはん』学習研究社, 2001.2
- 『妻のための恋愛論』講談社, 2001.3
- 『藤野真紀子のうちのごはんがいちばん! 私を変えた33の幸せレシピ』ベストセラーズ, 2001.6
- 『藤野真紀子のやさしいお菓子 ヨーロッパの風をあなたのティータイムに』(講談社のお料理book) 2001.9
- 『藤野真紀子のナチュラルレシピ とびっきりシンプルな毎日の食卓』講談社, 2002.10
- 『藤野真紀子のエレガンス・テキスト』ベストセラーズ, 2002.12
- 『語り継ぐお菓子たち』文化出版局, 2003.1
- 『シンプルなお菓子』オレンジページ, 2003.12
- 『藤野真紀子お菓子の贈り物』 (扶桑社mook) 2003.2
- 『まず、ひと皿でごはん』(まあるい食卓シリーズ) 学習研究社, 2003.7
- 『週末の、しあわせごはん』(まあるい食卓シリーズ) 学習研究社, 2003.7
- 『藤野真紀子のシンプルお菓子教室 まず、ハカリのいらないレシピから』学習研究社, 2004.10
- 『子どものためのお菓子』講談社, 2004.11
- 『藤野真紀子のエレガンス・スタイル』ベストセラーズ, 2004.3
- 『藤野真紀子の私の好きなお菓子』オレンジページ, 2006.12
- 「暮らしの流儀』主婦と生活社, 2007.11
- 『藤野真紀子の子供といっしょに作る季節のお菓子』セブン&アイ出版, 2007.12
- 『チョコレートのお菓子』 (別冊家庭画報) 世界文化社, 2007.12
- 『ぜひつくりたい基本のお菓子』 (NHK出版実用セレクション 料理) 日本放送出版協会, 2008.2
- 『藤野真紀子私のおやつ100 今までもこれからも』学研プラス, 2015.12

共著
- 『藤野真紀子とっておきのプレゼントお菓子 私が贈った・贈られた、ほんとうにおいしいレシピたち』 (別冊すてきな奥さん) マキコフーズ・ステュディオ共著. 主婦と生活社, 2008.12